# Lake Euramoo
Lake Euramoo är en sjö i Australien. Den ligger i delstaten Queensland, omkring 1 400 kilometer nordväst om delstatshuvudstaden Brisbane. 
Omgivningarna runt Lake Euramoo är en mosaik av jordbruksmark och naturlig växtlighet. Runt Lake Euramoo är det mycket glesbefolkat, med 6 invånare per kvadratkilometer. Genomsnittlig årsnederbörd är 2 169 millimeter. Den regnigaste månaden är mars, med i genomsnitt 496 mm nederbörd, och den torraste är oktober, med 36 mm nederbörd.